# BFF Girls
BFF Girls foi um girl group brasileiro formado na primeira temporada do The Voice Kids pelas cantoras e compositoras Giulia Nassa, Bia Torres e Laura Schadeck em 2017. Em janeiro de 2019, a integrante Laura Schadeck deixou o grupo para seguir carreira solo. Alguns dias depois, a banda anunciou a entrada da cantora e atriz Laura Castro no lugar de Schadeck.
Em 2019, a banda lança o primeiro álbum, o EP autoral Nossa Vibe. Em 10 de novembro de 2024, através de um comunicado, as integrantes confirmaram o encerramento das atividades da banda "depois de 5 anos cheios de sonhos realizados".

## Carreira

### 2017–18:The Voice Brasil, primeira formação e primeiros lançamentos

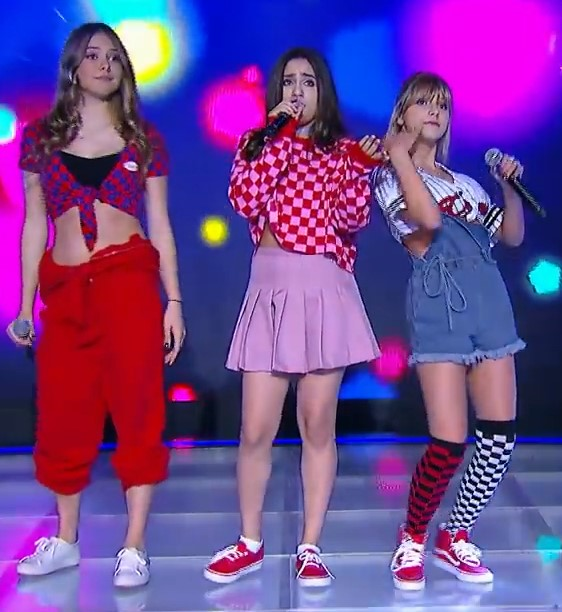
A formação original em 2018. Da esquerda à direta: Laura Schadeck, Bia Torres e Giulia Nassa.

Bia Torres, natural de Goiás, Giulia Nassa, natural de São Paulo, e Laura Schadeck, natural do Rio Grande do Sul, se conheceram durante suas participações no programa de TV The Voice Kids em 2016 e 2017.
No primeiro momento, gravaram covers de músicas nacionais e internacionais. Com o reconhecimento, o canal do trio entrou no Top 10 de maiores números de views na Vevo em 2018, dando visibilidade para os trabalhos autorais que viriam a seguir. 
Em março de 2018, o grupo lançou uma série de músicas autorais sempre acompanhados de clipes, como "BFF", “Eu Shippo” e "Meu Crush". Hit do teen pop brasileiro, “Meu Crush” ganhou também uma versão em espanhol, escrita por Erika Ender, vencedora do Grammy Latino e coautora do mega hit "Despacito", com produção de Umberto Tavares.

### 2019: Saída de Laura Schadeck, entrada de Laura Castro eNossa Vibe

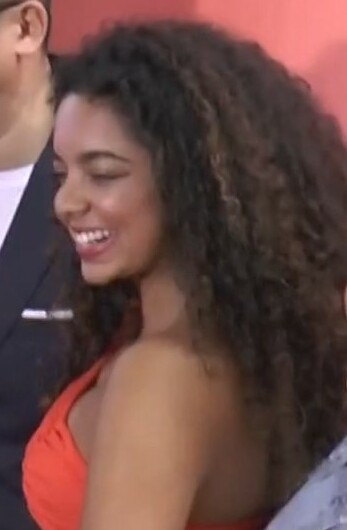
Laura Castro (imagem) entrou para a banda oficialmente em janeiro de 2019.

Em dezembro de 2018, Laura Schadeck se desliga do grupo, anunciando sua saída oficialmente no mês seguinte. Com isso, as demais integrantes pensaram em como contratariam uma nova integrante. Giulia, então, convidou a cantora Laura Castro, a que conheceu no teatro musical. Em 2019, o trio lançou seu primeiro EP autoral, intitulado Nossa Vibe. As 3 faixas inéditas ("Minha Vibe", "Flashback” e "Com Você") apresentadas também ganharam clipes com diferentes cenários, mas que fazem parte de uma mesma narrativa. No segundo semestre, o trio ainda emplacou a música autoral “Não Vamos Parar” na trilha sonora do fime Angry Birds 2 e participou da Vevo Live Performance, apresentando a versão acústica do sucesso “Meu Crush” e lançando em seguida “Eu Sou”, e para fechar o ano, foi lançado "Fica".

### 2020–21:O Melhor Verão das Nossas VidaseGeração BFF
Em 2020, o trio lançou seu primeiro longa, intitulado O Melhor Verão das Nossas Vidas, com estreia em 23 de janeiro de 2020 e a participação dos atores Maurício Meireles, Enrico Lima, Carioca, Michele Machado, Giovanna Chaves, Bela Fernandes, Rafael Zulu, Gisele Prattes, entre outros. Em 2021, lançaram o DVD Geração BFF, dividido em três EPs. Foi gravado em São Paulo, no Estúdio GS, e contou com participação de Dilsinho, Ananda e Lucas Burgatti. Teve algumas faixas de êxito, como "Eu Sou" e "Promete".

### 2022–23:Use Sua Voz
Em setembro de 2022, a HBO Max anunciou o início das gravações da série Use Sua Voz, onde Bia, Laura e Giulia interpretaram personagens que levavam os próprios nomes. A série foi dirigida por Adolpho Knauth e contou com atores como Robson Nunes, Fafy Siqueira, entre outros. Em junho de 2023, foi divulgado o primeiro trailer da produção, que estreou em julho do mesmo ano.

### 2024: "Me Desculpa" e encerramento das atividades
Em 10 de novembro de 2024, um comunicado oficial foi publicado no perfil oficial do grupo no Instagram, confirmando o lançamento do single "Me Desculpa" e, em sequência, o encerramento das atividades do grupo. Além disso, foi agendada uma última apresentação para o dia 17 de novembro no Festeen Music Show 2024.

## Integrantes

### Bia Torres

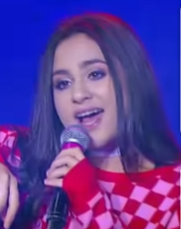
Bia Torres em 2018.

Ana Beatriz Ferreira Torres, mais conhecida como Bia Torres (Goiânia, 8 de março de 2005), é uma atriz, bailarina, cantora, multi-instrumentista e compositora brasileira. Bailarina de formação, começou os estudos com a música aos 5 anos de idade. Entrou para a área de propaganda, tendo participado em mais de 100 comerciais. Foi cantora de diversos eventos e espetáculos em Goiânia.
Aos 9 anos, dançou em Nova Iorque. Em 2016, entrou para o The Voice Kids 1 no time dos cantores Victor & Leo, onde foi uma das semifinalistas. No mesmo ano, fez aberturas de grandes shows em Goiânia. Em 2017, recebeu o convite da Sony Music para integrar as BFF Girls. Como compositora, compôs a maior parte das trilhas sonoras da série Use Sua Voz.

### Giulia Nassa

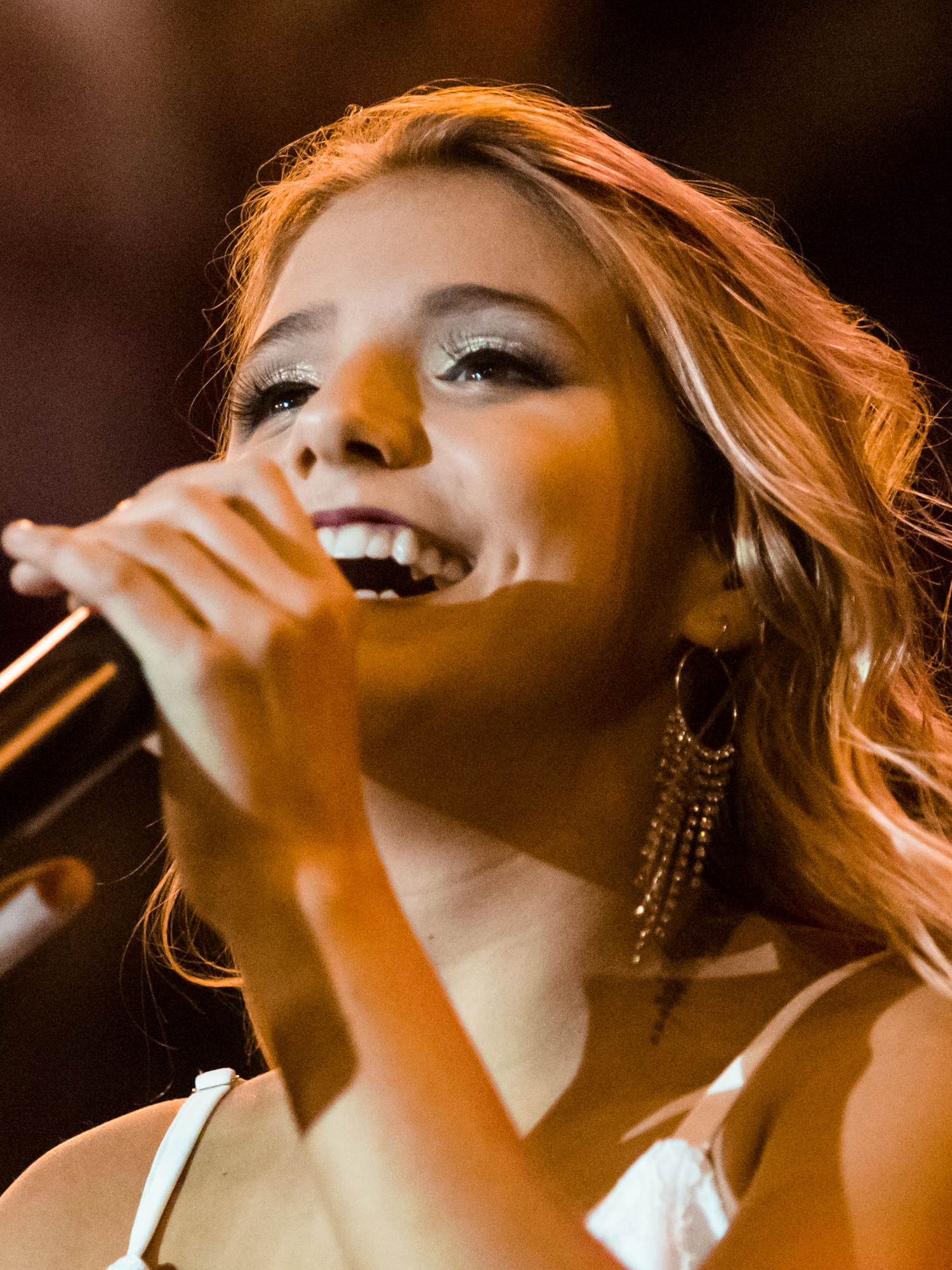
Giulia Nassa em 2018.

Giulia Silveira Nassa, também conhecida como Giu Nassa (São Paulo, 2 de março de 2003), é uma cantora, atriz, youtuber, multi-instrumentista e compositora. Iniciou sua carreira fazendo teatro musical com 10 anos, pela Teen Broadway. Aos 13 anos, participou do programa The Voice Kids 1. Foi do time da cantora Ivete Sangalo e foi eliminada na fase das batalhas. Aos 14 anos, fez seu primeiro musical profissional com a peça Peter Pan, onde interpretou a Wendy em turnê pelo Teatro Bradesco em São Paulo e Rio de Janeiro.
Em 2017, recebeu o convite da Sony Music para integrar as BFF Girls. Estreou no cinema como atriz, com o filme Coração de Cowboy, em 2018.

### Laura Castro

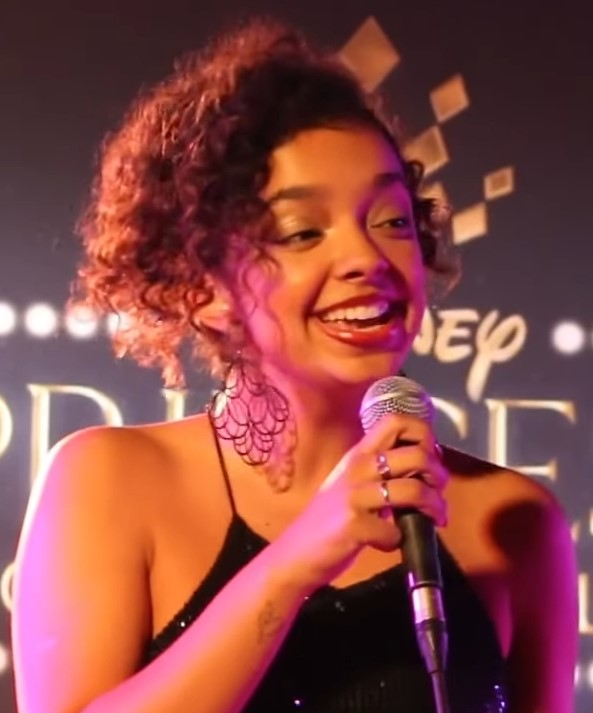
Laura Castro em 2023.

Laura Castro Silva (Monterey, 7 de dezembro de 2002) é uma cantora, atriz, youtuber, multi-instrumentista, compositora e dubladora brasilo-estadunidense. Nascida nos Estados Unidos, Laura voltou ao Brasil aos onze meses e ficou no Rio de Janeiro.(0:52) Depois de morar em São Paulo,(1:01) mudou-se para Larmor-Plage, França, por dois anos,(1:03) onde fez aulas de canto e piano por um ano. Ao chegar ao Brasil, intensificou as aulas de música, canto e dança. Em 2015, fez sua estreia no teatro musical com o espetáculo Natal Mágico no Teatro Bradesco. Atualmente reside em São Paulo.(1:07)
Em 2017, participou do The Voice Kids 2, no time de Ivete Sangalo. Fez o musical Castelo Rá-Tim-Bum como Biba, uma das protagonistas, ainda em 2017. Em 2018, participou como atriz da Escola de Gênios, do canal Mundo Gloob, de julho a dezembro de 2018. Em janeiro de 2019, recebeu o convite da Sony Music para integrar as BFF Girls. Em maio de 2023, foi lançado pela Netflix a série Rainha Charlotte: Uma História Bridgerton onde dublou a versão jovem da rainha Charlotte (India Amarteifio). Ainda em maio, o live-action de A Pequena Sereia, no qual Castro dubla a Ariel (Halle Bailey) na nova versão, é lançado.

## Ex-integrantes

### Laura Schadeck

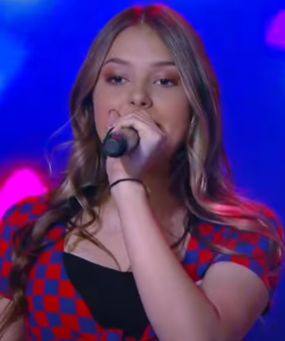
Laura Schadeck em 2018.

Laura Dick Schadeck (Porto Alegre, 12 de abril de 2003) é uma cantora e compositora brasileira. Fez parte da primeira formação do grupo, entre 2017 e 2019. Com a banda, gravou poucas canções, incluindo "Meu Crush" e "Eu Shippo", saindo antes da gravação do primeiro álbum. A razão pela sua saída foi o desejo em focar em sua carreira solo.
Nas redes sociais, afirmou se sentir pronta para estrear em carreira solo. "[...] Hoje encerro a minha trajetória na banda BFF Girls. [...] Pude conhecer uma legião de fãs, me emocionei com vários. [...] Agradeço muito a minha gravadora Sony Music por entender e me apoiar nesse momento. [...]" Pouco após sua saída, a acessoria da Sony Music Brasil emitiu um comunicado oficializando a entrada de Laura Castro no lugar de Schadeck.

## Discografia

### EPs
- Nossa Vibe (2019)

### Álbuns ao vivo
- Geração BFF (2021)[29]

## Prêmios e indicações
| Ano  | Prêmio                  | Categoria                                      | Indicação                   | Resultado | Ref.          |
| ---- | ----------------------- | ---------------------------------------------- | --------------------------- | --------- | ------------- |
| 2018 | Meus Prêmios Nick       | Youtuber Musical Favorito                      | BFF Girls                   | Venceu    | [ 61 ] [ 62 ] |
| 2018 | Meus Prêmios Nick       | Revelação Musical                              | BFF Girls                   | Indicadas | [ 61 ] [ 62 ] |
| 2019 | Kids' Choice Awards     | Influencer Musical Brasileiro Favorito         | BFF Girls                   | Venceu    | [ 63 ]        |
| 2019 | Prêmio F5               | Melhor dupla ou banda musical                  | BFF Girls                   | Indicadas | [ 64 ]        |
| 2019 | Premio Jovem Brasileiro | Qual é o Rookie do Ano (Novo Artista ou Grupo) | BFF Girls                   | Indicadas | [ 65 ]        |
| 2020 | Meus Prêmios Nick       | Hit Nacional Favorito                          | "Fica"                      | Indicadas | [ 66 ]        |
| 2020 | Meus Prêmios Nick       | Conteúdo Digital do Ano                        | Websérie Por trás da Música | Indicadas | [ 66 ]        |
| 2020 | Meus Prêmios Nick       | Vencedores Épicos do KCA                       | BFF Girls                   | Indicadas | [ 67 ]        |

## Filmografia

### Cinema
| Ano  | Título                          | Personagem  | Nota(s)              |
| ---- | ------------------------------- | ----------- | -------------------- |
| 2020 | O Melhor Verão das Nossas Vidas | Elas mesmas | [ 68 ] [ 69 ] [ 70 ] |

### Internet
| Ano  | Título             | Nota(s)  |
| ---- | ------------------ | -------- |
| 2020 | Por Trás da Música | Websérie |

## Literatura
| Ano  | Título do Livro                               | Ref.          |
| ---- | --------------------------------------------- | ------------- |
| 2018 | BFF Girls: O começo de uma história pra ficar | [ 71 ] [ 72 ] |